# De Havilland Canada DHC-5

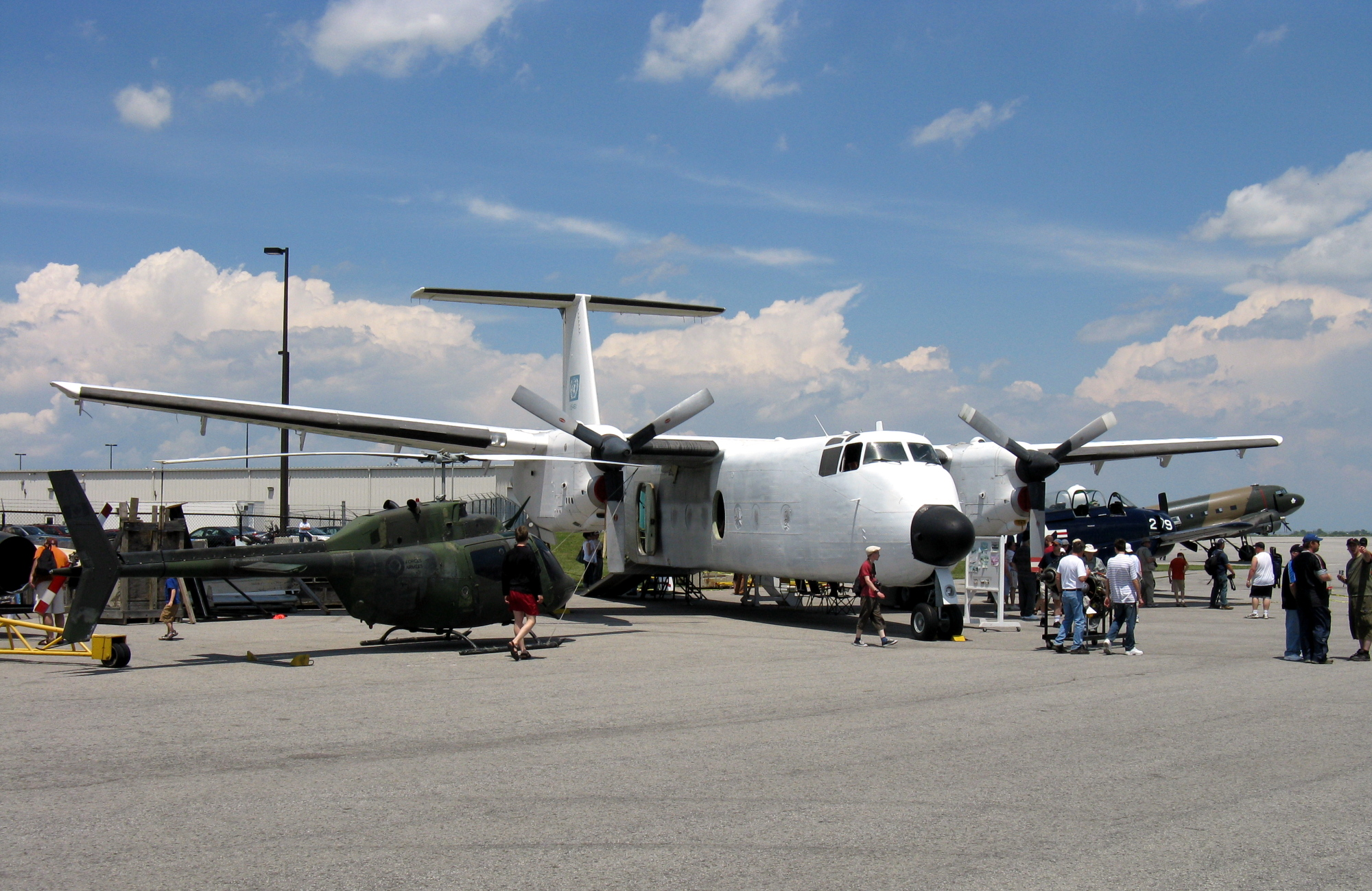
DHC-5D im Canadian Warplane Heritage Museum

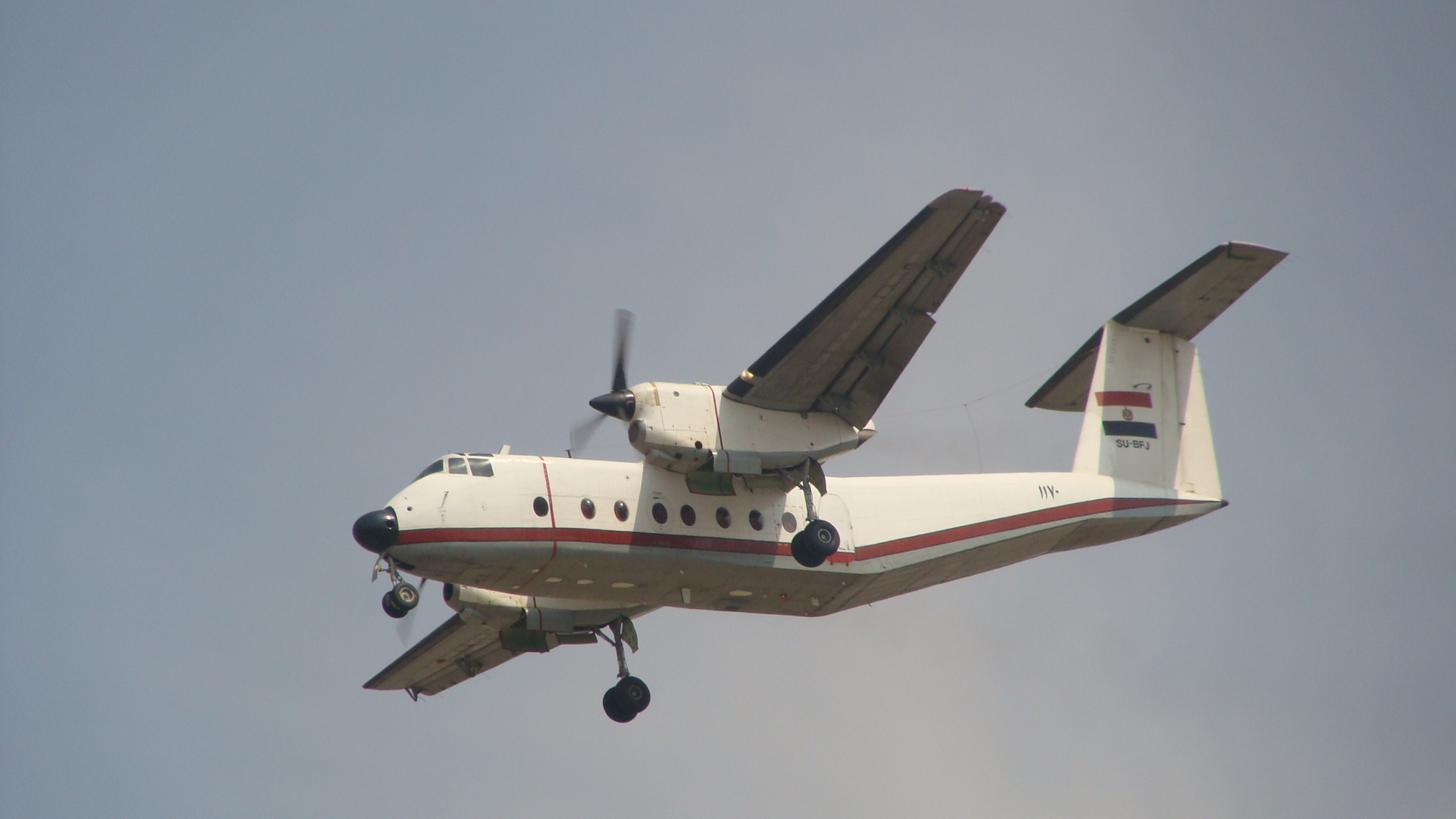
Ägyptische DHC-5D

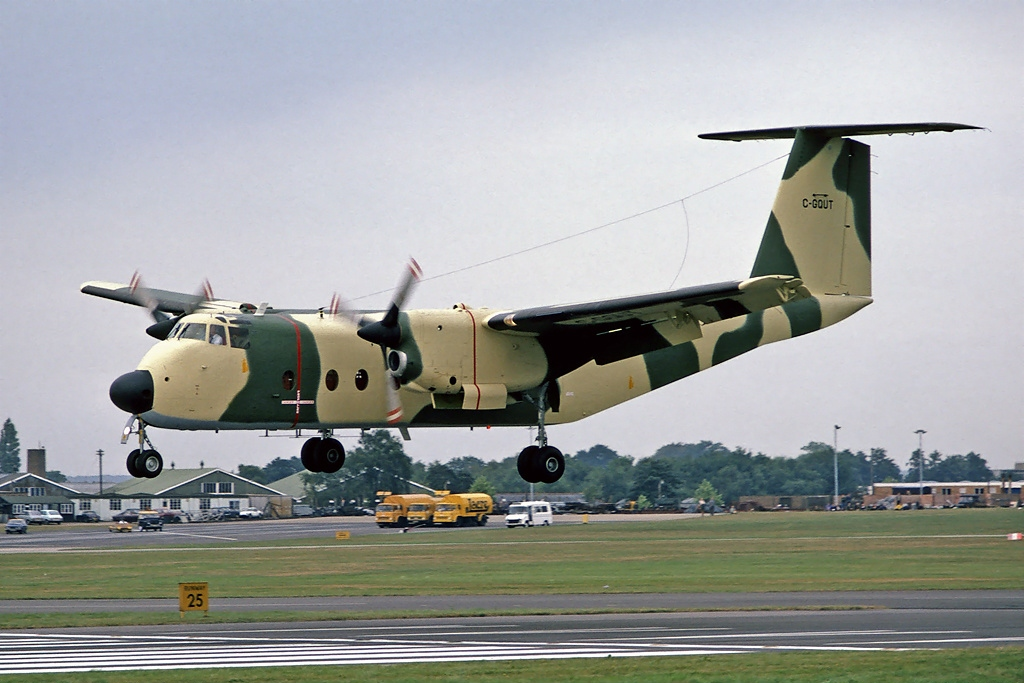
Sudanesische CC-115 Buffalo

Die de Havilland Canada DHC-5 Buffalo (ursprüngliche Bezeichnung  Caribou II) ist ein Transportflugzeug des Herstellers de Havilland Canada.

## Geschichte
Die DHC-5 wurde nach einer Ausschreibung des US-amerikanischen Heeres aus der DHC-4 Caribou mit größerem Rumpf entwickelt. Gefordert war ein Transportflugzeug, das eine Pershing-Mittelstreckenrakete, eine M101-Haubitze oder einen Dreitonner-Lkw befördern konnte. Der Erstflug erfolgte am 9. April 1964.
Bestellungen der US Army erfolgten nach der Bewertung der Buffalo als YAC-2 (später C-8A) nicht. Die Kanadischen Streitkräfte beschafften 15 Einheiten des Musters DHC-5A mit der Dienstbezeichnung CC-115, von denen man sechs später zu Seepatrouillenflugzeugen umrüstete. Nach der Lieferung weiterer 24 bzw. 16 Maschinen für die Luftstreitkräfte Brasiliens und Perus wurde die Fertigungslinie zunächst geschlossen.
Da das Unternehmen 1974 eine anhaltende Nachfrage für die Buffalo festgestellt hatte, leitete es die Produktion der verbesserten DHC-5D ein. Die stärkeren Triebwerke dieses Musters ermöglichten höhere Betriebsmassen und verbesserten die Flugleistungen insgesamt. Die Buffalo-Produktion endete im Jahre 1982. Das letzte von insgesamt 122 gebauten Exemplaren wurde erst im April 1985 ausgeliefert.
Da auch zivile Betreiber Interesse gezeigt hatten, entwickelte de Havilland Canada die Version DHC-5E, die 1981 die kanadische Musterzulassung erhielt. Im Wesentlichen ähnlich wie die militärische Buffalo, bot die DHC-5E in der Standardauslegung 44 Passagieren Platz. Die Inneneinrichtung ließ sich rasch für Fracht- und VIP-Flüge ändern. Ethiopian Airlines erwarb zwei Exemplare.
Die Versionen DHC-5B mit CT64-P4C-Triebwerken von General Electric und DHC-5C mit Rolls-Royce Dart-RDa.12-Triebwerken wurden nicht gebaut.

## Militärische Nutzer

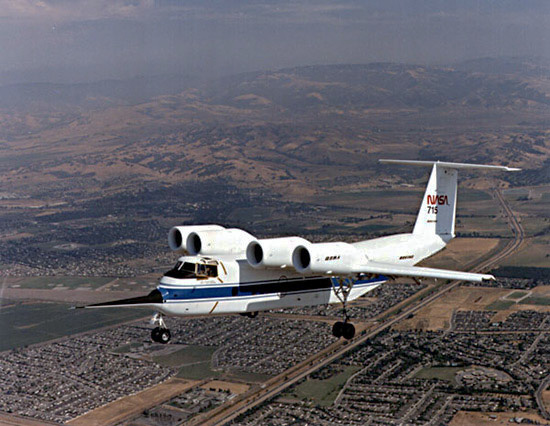
NASA 715 Quiet Short-Haul Research Aircraft C-8A Buffalo

Ägypten
 Äthiopien
 Brasilien
 Chile
 Demokratische Republik Kongo
 Ecuador
 Indonesien
 Kamerun
 Kanada
Royal Canadian Air Force 15 CC-115 (1967 als Transporter bestellt und von 1970 bis 2022 als SAR-Flugzeug genutzt)
 Kenia
 Malaysia
 Mauretanien
 Mauritius
 Mexiko
 Myanmar
 Oman
 Peru
 Sambia
 Spanien
 Sudan
 Tansania
 Togo
 Vereinigte Arabische Emirate
 Vereinigte Staaten
- United States Army
- NASA
  - Quiet Short-Haul Research Aircraft (QSRA)[1]

## Zwischenfälle
Vom Erstflug 1964 bis November 2017 kam es zu 32 Totalschäden von DHC-5. Bei 18 davon kamen 310 Menschen ums Leben. Darunter ist auch die Flugzeugkatastrophe von Gabun, bei der insgesamt 30 Personen starben, unter anderem 18 Spieler der sambischen Fußballnationalmannschaft.

## Technische Daten

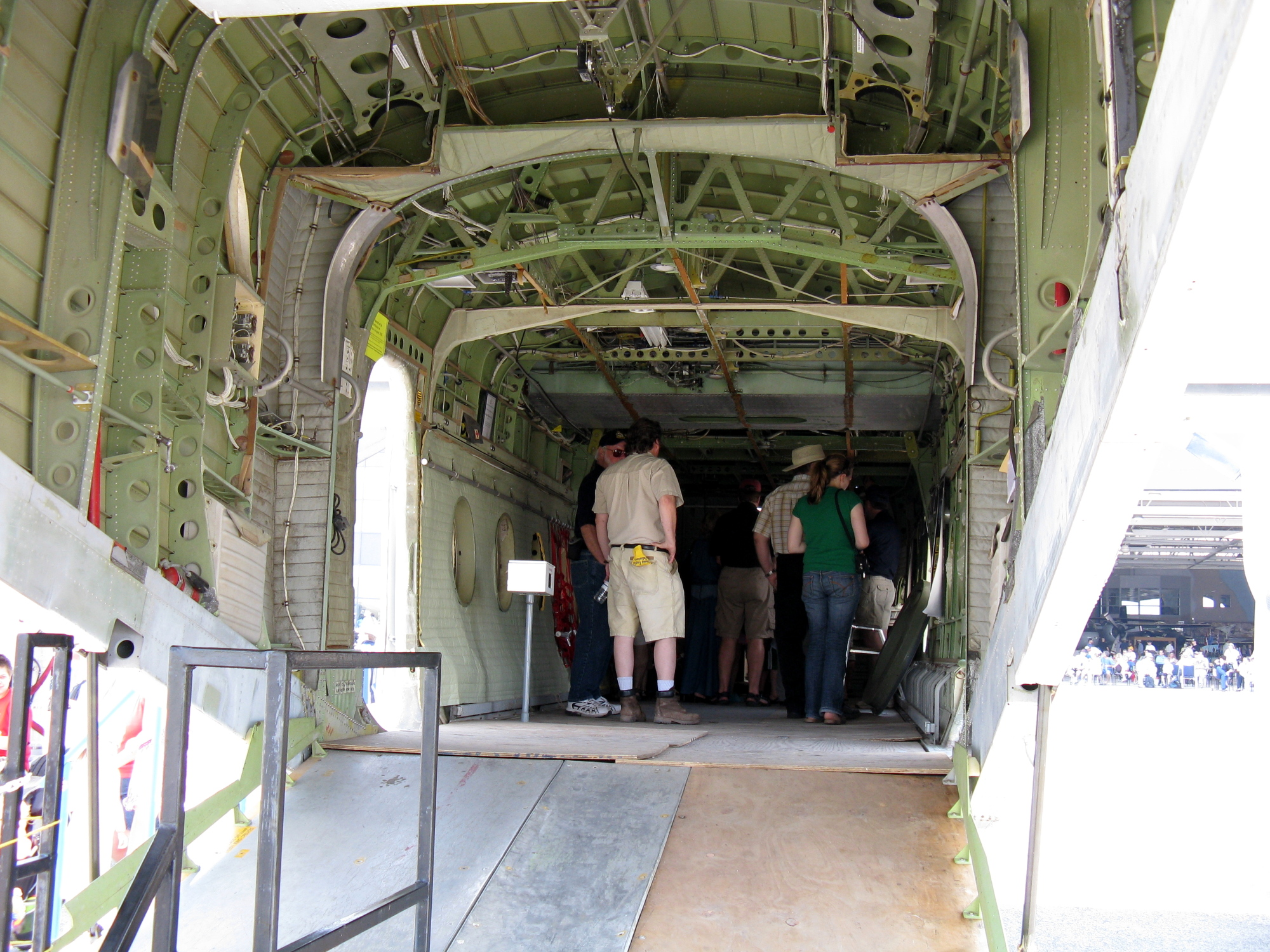
Frachtraum einer DHC-5D

| Kenngröße             | Daten                                                          |
| --------------------- | -------------------------------------------------------------- |
| Besatzung             | 3 (Kommandant, Copilot und Lademeister)                        |
| Passagiere            | 41 oder 24 Krankentragen                                       |
| Länge                 | 24,08 m                                                        |
| Spannweite            | 29,26 m                                                        |
| Höhe                  | 8,73 m                                                         |
| Flügelfläche          | 87,8 m²                                                        |
| Flügelstreckung       | 9,8                                                            |
| Nutzlast              | 8.164 kg                                                       |
| Leermasse             | 11.412 kg                                                      |
| max. Startmasse       | 22.316 kg                                                      |
| Höchstgeschwindigkeit | 467 km/h                                                       |
| Dienstgipfelhöhe      | 9.450 m                                                        |
| Reichweite            | 1.112 km mit maximaler Nutzlast                                |
| Triebwerke            | 2 × Propellerturbinen General Electric CT64-820-4 mit 2.336 kW |